# Cuộc gọi điện thoại

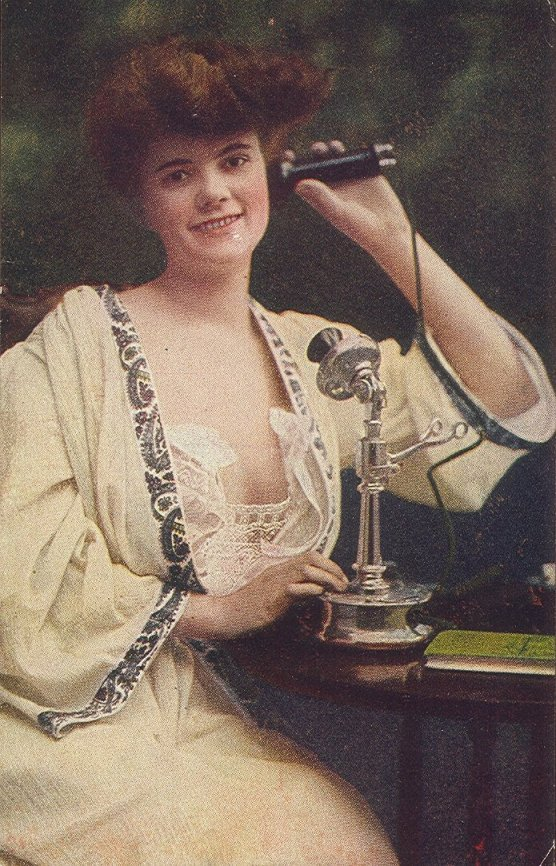
Một điện thoại Candlestick đầu thế kỷ 20 được sử dụng cho một cuộc gọi điện thoại.

Cuộc gọi điện thoại là việc kết nối qua mạng điện thoại giữa bên được gọi và bên gọi.

## Cuộc gọi điện thoại đầu tiên
Cuộc gọi điện thoại đầu tiên được thực hiện vào ngày 10 tháng 3 năm 1876 bởi Alexander Graham Bell. Bell đã thực hiện "cuộc điện thoại đầu tiên" của mình bằng cách gửi một cuộc gọi đến trợ lý của mình, Thomas Watson. Những từ đầu tiên được truyền đi là "Mr Watson, đến đây đi. Tôi muốn gặp anh."
Sự kiện này được gọi là "thành công lớn nhất" của Bell, vì nó đã chứng minh việc sử dụng điện thoại thành công đầu tiên.  Mặc dù đó là thành công lớn nhất của ông, đến cuối đời Bell vẫn không có một chiếc điện thoại trong phòng làm việc của mình, và coi đó là một sự phân tâm từ các nghiên cứu chính.

## Truyền thông tin
Cuộc gọi điện thoại có thể thực hiện truyền lời thoại thông thường bằng điện thoại, truyền dữ liệu khi bên gọi và bên được gọi đang sử dụng modem hoặc truyền fax khi họ đang sử dụng máy fax. Cuộc gọi có thể sử dụng điện thoại cố định, điện thoại di động, điện thoại vệ tinh hoặc bất kỳ sự kết hợp. Khi một cuộc gọi điện thoại có nhiều hơn một bên được gọi, nó được gọi là một cuộc gọi hội nghị. Khi hai hoặc nhiều người dùng mạng đang chia sẻ cùng một đường truyền vật lý, nó được gọi là đường dây dùng chung hoặc đường dây điện thoại Nông thôn. 

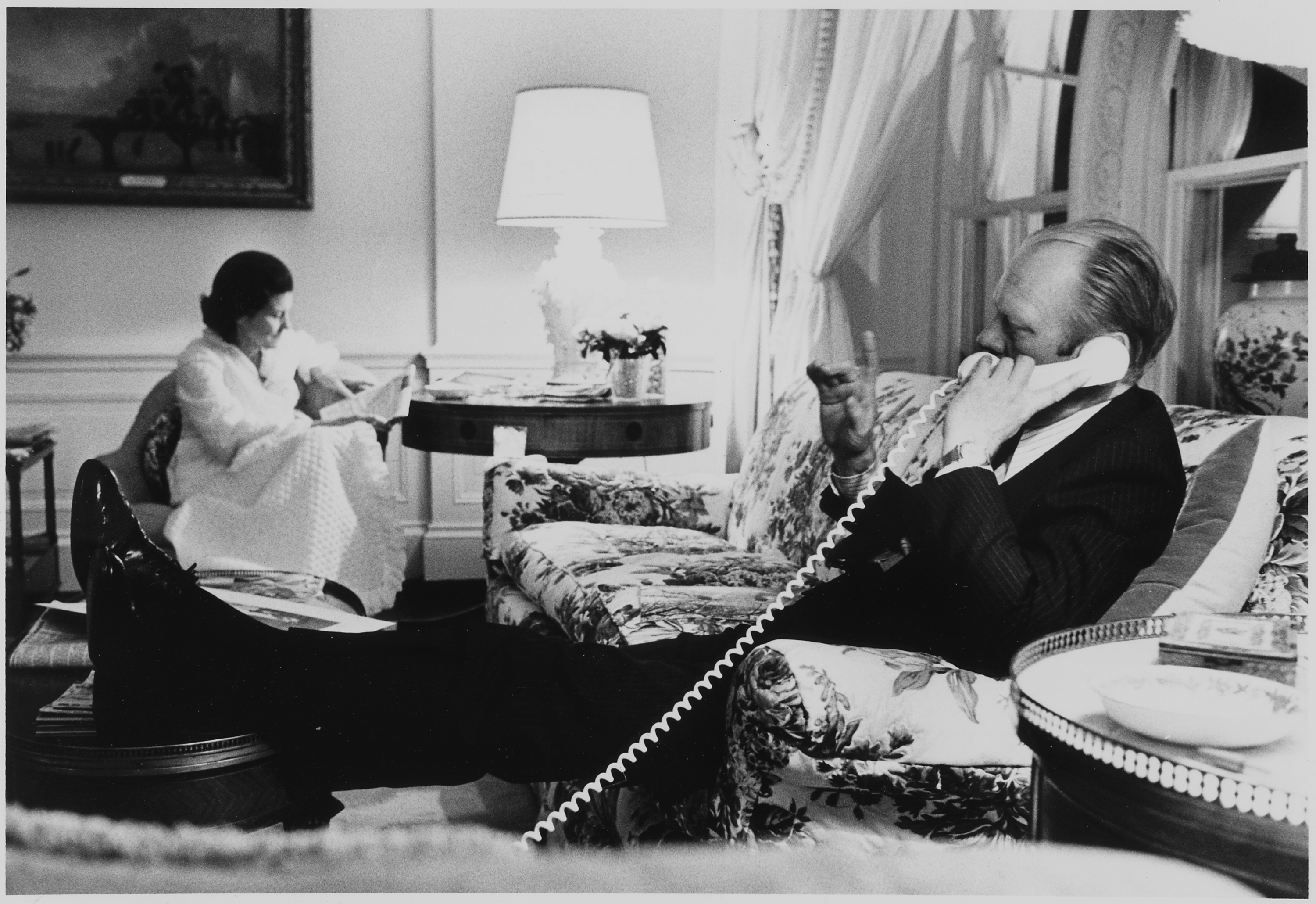
Tổng thống Hoa Kỳ Gerald Ford đang dùng điện thoại

Nếu điện thoại hữu tuyến của người gọi được kết nối trực tiếp đến thuê bao chủ gọi, khi người gọi chỉ cần lấy điện thoại của họ ra khỏi vị trí,  điện thoại thuê bao chủ gọi sẽ đổ chuông. Đây được gọi là một đường dây nóng hoặc ringdown. Mặt khác, bên gọi đi thường được cung cấp âm thanh báo để cho biết họ có thể bắt đầu quay số mong muốn vào lúc nào. Trong một số trường hợp (bây giờ rất hiếm), nếu bên gọi không thể quay số cuộc gọi trực tiếp, họ sẽ được kết nối với một nhân viên điều hành thực hiện cuộc gọi cho họ.
Các cuộc gọi có thể được thực hiện thông qua một mạng công cộng (chẳng hạn như Mạng điện thoại chuyển mạch công cộng - PSTN) được cung cấp bởi một công ty điện thoại thương mại hoặc một mạng riêng gọi là tổng đài PBX. Trong hầu hết các trường hợp, một mạng riêng được kết nối với mạng công cộng để cho phép người dùng PBX quay số với thế giới bên ngoài. Các cuộc gọi đến mạng riêng đến Tổng đài theo hai cách: trực tiếp đến điện thoại người dùng sử dụng số DDI hoặc gián tiếp thông qua nhân viên tiếp tân, người sẽ trả lời cuộc gọi trước và sau đó đưa người gọi qua cho người dùng mong muốn trên PBX.
Hầu hết các cuộc gọi điện thoại thông qua PSTN được thiết lập bằng cách sử dụng tin nhắn báo hiệu ISUP hoặc một trong các biến thể của nó giữa các tổng đài điện thoại để thiết lập kết nối đầu cuối. Các cuộc gọi thông qua mạng PBX được thiết lập bằng QSIG, DPNSS hoặc các biến thể.

## Chi phí
Một số loại cuộc gọi không bị tính phí, chẳng hạn như cuộc gọi nội hạt được quay trực tiếp bởi một thuê bao điện thoại ở Canada, Hoa Kỳ, Hồng Kông, Vương quốc Anh, Ireland hoặc New Zealand (Chỉ dành cho thuê bao dân cư). Ở hầu hết các khu vực khác, tất cả các cuộc gọi điện thoại đều bị tính phí kết nối. Phí phụ thuộc vào nhà cung cấp dịch vụ, loại dịch vụ đang được sử dụng (cuộc gọi từ điện thoại cố định hoặc điện thoại có dây sẽ có một mức giá và cuộc gọi từ điện thoại di động sẽ có mức phí khác nhau) và khoảng cách giữa các cuộc gọi và các bên được gọi. Trong hầu hết các trường hợp, bên gọi trả phí này. Tuy nhiên, trong một số trường hợp, chẳng hạn như cuộc gọi tính phí ngược lại hoặc cuộc gọi người nghe trả tiền, bên được gọi sẽ thanh toán cước phí của cuộc gọi. Trong một số trường hợp, người gọi trả một mức phí cố định cho kết nối điện thoại và không phải trả bất kỳ khoản phí bổ sung cho tất cả các cuộc gọi được thực hiện. Tự do hóa viễn thông đã được thiết lập ở một số quốc gia để cho phép khách hàng giữ nhà cung cấp điện thoại địa phương của họ và sử dụng nhà cung cấp thay thế cho một cuộc gọi nhất định để tiết kiệm tiền.

## Thực hiện cuộc gọi

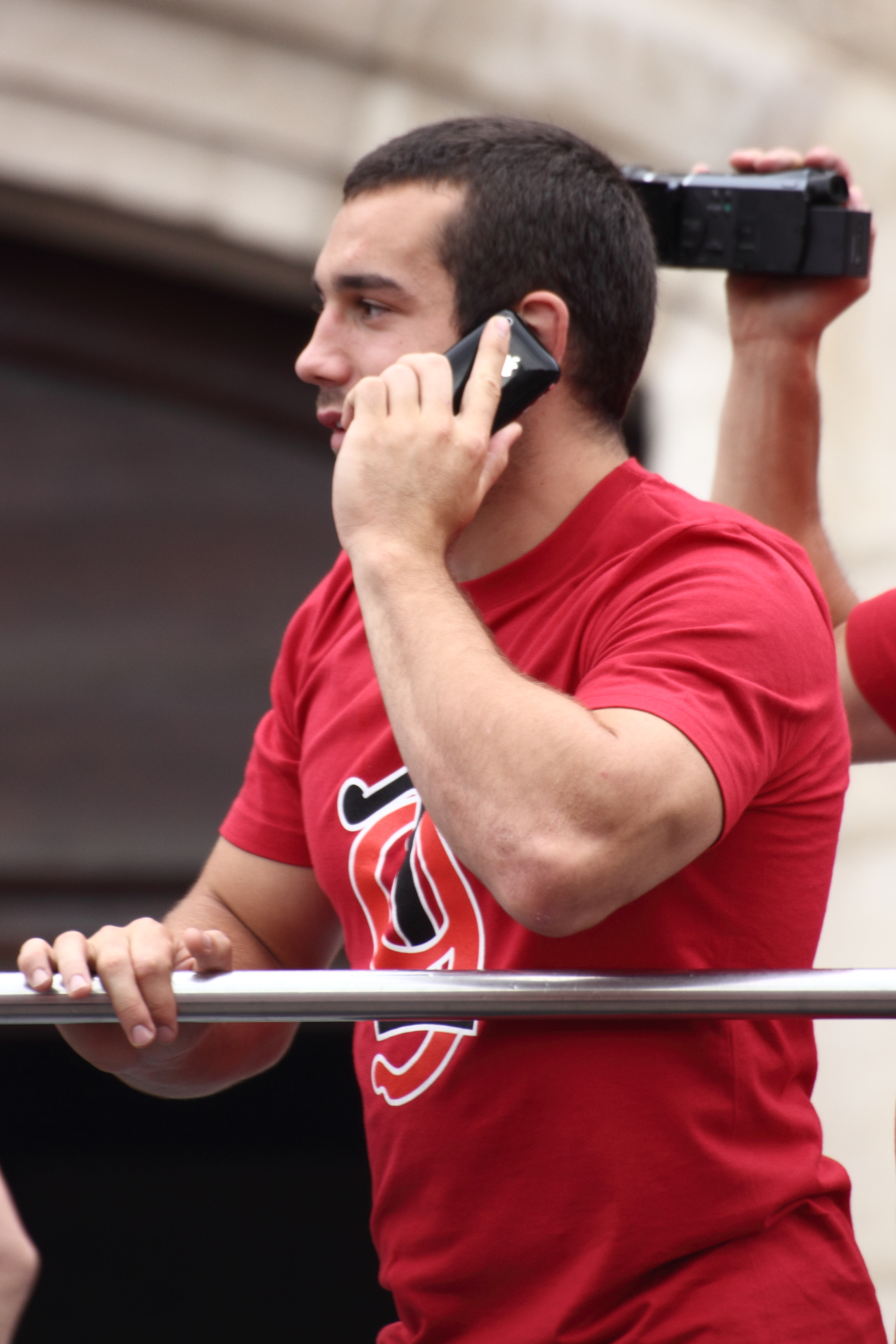
Điện thoại di động đầu thế kỷ 21 được sử dụng để gọi điện

Cuộc gọi điện thoại thông thường bằng điện thoại truyền thống được thực hiện bằng cách nhấc thiết bị cầm tay lên khỏi đế và giữ thiết bị cầm tay sao cho đầu nghe gần tai người dùng và đầu nói nằm trong phạm vi miệng. Sau đó, người gọi quay hoặc nhấn các nút cho số điện thoại cần thiết để hoàn tất cuộc gọi và cuộc gọi được chuyển đến điện thoại có số đó. Điện thoại thứ hai phát ra tiếng chuông để thông báo chủ nhân của nó, trong khi người dùng điện thoại thứ nhất nghe thấy tiếng chuông trong tai nghe của nó. Nếu điện thoại thứ hai được nhấc lên, thì người thực hiện cuộc gọi và người nghe có thể nói chuyện với nhau thông qua chúng. Nếu điện thoại không được nhấc máy, người gọi điện thoại tiếp tục nghe thấy tiếng chuông cho đến khi họ cúp máy.
Ngoài phương pháp thực hiện cuộc gọi điện thoại truyền thống, các công nghệ mới cho phép các phương pháp khác nhau để thực hiện cuộc gọi điện thoại, chẳng hạn như quay số bằng giọng nói. Công nghệ thoại qua IP cho phép thực hiện cuộc gọi thông qua PC, sử dụng dịch vụ Skype. Các dịch vụ khác, chẳng hạn như quay số miễn phí cho phép người gọi thực hiện cuộc gọi điện thoại thông qua bên thứ ba mà không cần dùng số điện thoại.  Ban đầu, không thể thực hiện cuộc gọi điện thoại nào nếu không nói chuyện trước với tổng đài viên. Sử dụng điện thoại di động của thế kỷ 21 không yêu cầu sử dụng tổng đài để hoàn thành một cuộc gọi điện thoại.
Việc sử dụng tai nghe đang trở nên phổ biến hơn để thực hiện hoặc nhận cuộc gọi. Tai nghe có thể đi kèm với dây hoặc không dây.

## Âm
Trước, trong và sau khi thực hiện một cuộc gọi điện thoại truyền thống, một số âm báo nhất định biểu thị tiến trình và trạng thái của cuộc gọi điện thoại:
- sẵn sàng chấp nhận một số điện thoại và kết nối cuộc gọi
- một trong hai:
  - nhạc chuông báo hiệu rằng bên được gọi vẫn chưa trả lời điện thoại
  - một tín hiệu bận (hoặc âm báo kết nối) cho biết rằng điện thoại của bên được gọi đang được sử dụng trong một cuộc gọi điện thoại cho một người khác (hoặc "tắt máy" mặc dù không có số nào được gọi, tức là người được gọi không muốn bị quấy rầy)
  - tín hiệu báo bận nhanh (còn gọi là âm báo sắp xếp lại hoặc âm báo bận tràn) báo hiệu rằng mạng điện thoại đang bị tắc nghẽn hoặc có thể thuê bao đang gọi đã trì hoãn quá lâu trong việc quay số tất cả các số cần thiết. Tín hiệu báo bận nhanh thường nhanh gấp đôi so với tín hiệu báo bận bình thường.
- các âm trạng thái như âm thông báo số điện thoại (để thông báo cho người gọi rằng cuộc điện thoại đang được quay số trung kế với chi phí lớn hơn cho bên gọi), tiếng bíp của bộ báo phút (để thông báo cho người gọi về thời lượng tương đối của cuộc gọi điện thoại đối với các cuộc gọi được tính phí trên cơ sở thời gian) và những người khác
- một âm báo (đôi khi là tín hiệu bận, thường là âm quay số) để báo hiệu rằng bên được gọi đã gác máy.
- ngắt âm thanh nếu điện thoại đã được nhấc máy nhưng không có số nào được gọi trong một khoảng thời gian dài.

Điện thoại di động thường không sử dụng âm quay số, vì công nghệ được sử dụng để truyền số đã gọi khác với điện thoại cố định.

## Cuộc gọi không mong muốn
Những cuộc điện thoại không mong muốn là một mối phiền toái hiện đại. Các loại cuộc gọi không mong muốn phổ biến bao gồm cuộc gọi lừa đảo, cuộc gọi tiếp thị qua điện thoại và cuộc gọi tục tĩu.
ID người gọi cung cấp một số biện pháp bảo vệ chống lại các cuộc gọi không mong muốn, nhưng bên gọi vẫn có thể tắt. Ngay cả khi không có ID người gọi của người dùng, các cuộc gọi vẫn được ghi lại, cả trong hồ sơ thanh toán tại công ty điện thoại gốc và thông qua nhận dạng số tự động, do đó, số điện thoại của người quấy rối vẫn có thể được phát hiện trong nhiều trường hợp. Tuy nhiên, điều này không cung cấp sự bảo vệ hoàn toàn, những kẻ quấy rối có thể sử dụng điện thoại trả tiền, trong một số trường hợp, bản thân nhận dạng số tự động có thể bị giả mạo hoặc bị chặn và những kẻ lạm dụng điện thoại di động có thể (với một số chi phí) sử dụng điện thoại hoặc SIM "vứt đi".
Các cuộc gọi tiếp thị, lừa đảo hay lăng mạ điều có thể bị xử lý hình sự ở một số quốc gia. Tại Việt Nam, việc gọi điện vào mục đích làm phiền, lừa đảo, quảng cáo có thể bị xử lý hành chính hoặc truy cứu trách nhiệm hình sự.